# フタムラ化学
フタムラ化学株式会社（フタムラかがく、FUTAMURA CHEMICAL CO.,LTD.）は、愛知県名古屋市中村区に本社を置く日本の化学製品製造企業である。

## 概要
1947年（昭和22年）、二村冨久が二村化学研究所として創設した。1950年（昭和25年）二村化学工業株式会社を設立。
主な製品は、タバコや菓子などの各種包装用フィルム、セロファンおよび活性炭で、特に包装用セロファンでは日本でのシェアをレンゴーと二分する。

## 沿革
- 1947年（昭和22年）4月 - 二村化学研究所として創業[2]。
- 1948年（昭和23年）2月 - 有限会社二村化学工業所を設立[2]。
- 1950年（昭和25年）10月 - 「二村化学工業株式会社」を設立[2]。
- 2004年（平成16年）10月 - 「フタムラ化学株式会社」に商号を変更[2]。
- 2016年（平成28年）6月30日 - 英国イノービアグループよりセルロースフィルム事業を買収[2][4]。
- 2017年（平成29年）1月29日 - 吸着技術工業株式会社を買収[5]。

## 事業所
- 本社（愛知県名古屋市中村区）
- 東京支店（東京都中央区）
- 大阪支店（大阪府大阪市中央区）
- 札幌営業所（北海道札幌市中央区）
- 仙台営業所（宮城県仙台市青葉区）
- 広島営業所（広島県広島市西区）
- 福岡営業所（福岡県福岡市博多区）
- 物流センター（愛知県名古屋市中川区）
- 田原開発センター（愛知県田原市）
- 名古屋工場（愛知県海部郡大治町）
- 茨城工場（茨城県稲敷郡阿見町）
- 大垣工場（岐阜県大垣市）
- 岐阜工場（岐阜県美濃加茂市）
- 広島工場（広島県呉市）

## 関係会社
- タイコーテープ株式会社
- 吸着技術工業株式会社

## 不祥事
- 活性炭の取引に関する独占禁止法違反

2019年（令和元年）11月22日 活性炭の取引に関して公正取引委員会から独占禁止法に基づく排除措置命令および課徴金納付命令を受けた。課徴金は3,210万円。